# Lehmann (cràter)
Lehmann és un cràter d'impacte lunar que es troba en el bord nord d'Schickard, un cràter pla i molt més gran de parets emmurallades. Al nord-oest se situa el cràter Lacroix.

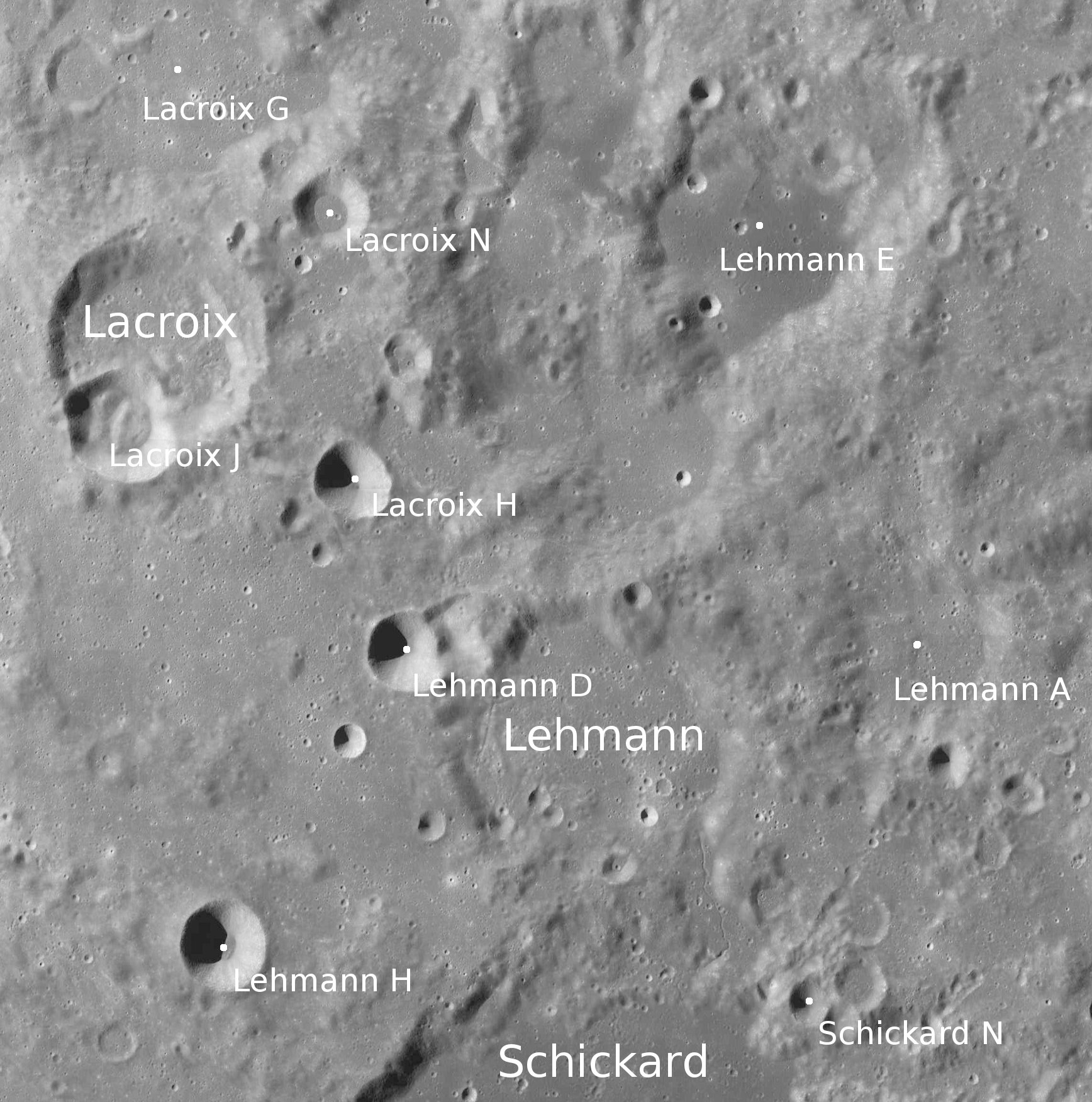
Entorn de Lehmann. Fotografia de la missió LRO.

Es tracta d'un element molt desgastat, amb una vora irregular. Un petit cràter doble se superposa a una porció de la vora del costat nord-oest. El sòl interior és pla, amb agrupacions de petits cràters propers als sectors sud i oest del brocal. Presenta una escletxa en el seu costat sud que connecta el seu sòl amb el cràter Schickard. Una sinuosa esquerda corre aquesta vall.

## Cràters satèl·lit
Per convenció aquests elements s'identifiquen en els mapes lunars col·locant la lletra en el costat del punt central del cràter més proper a Lehmann.
|         | \| Lehmann \| Coordenades \| Diàmetre \| \| ------- \| ------------------------------------ \| -------- \| \| A \| 39° 00′ S, 53° 00′ O / 39.0°S,53.0°O \| 29,64 km \| \| C \| 35° 00′ S, 50° 00′ O / 35.0°S,50.0°O \| 15,08 km \| \| D \| 39° 00′ S, 57° 00′ O / 39.0°S,57.0°O \| 12,08 km \| \| E \| 37° 00′ S, 54° 00′ O / 37.0°S,54.0°O \| 44,88 km \| \| H \| 41° 00′ S, 58° 00′ O / 41.0°S,58.0°O \| 13,81 km \| \| K \| 36° 00′ S, 50° 00′ O / 36.0°S,50.0°O \| 5,58 km \| \| L \| 36° 00′ S, 52° 00′ O / 36.0°S,52.0°O \| 5,85 km \| |          |
| Lehmann | Coordenades | Diàmetre |
| A       | 39° 00′ S, 53° 00′ O / 39.0°S,53.0°O | 29,64 km |
| C       | 35° 00′ S, 50° 00′ O / 35.0°S,50.0°O | 15,08 km |
| D       | 39° 00′ S, 57° 00′ O / 39.0°S,57.0°O | 12,08 km |
| E       | 37° 00′ S, 54° 00′ O / 37.0°S,54.0°O | 44,88 km |
| H       | 41° 00′ S, 58° 00′ O / 41.0°S,58.0°O | 13,81 km |
| K       | 36° 00′ S, 50° 00′ O / 36.0°S,50.0°O | 5,58 km  |
| L       | 36° 00′ S, 52° 00′ O / 36.0°S,52.0°O | 5,85 km  |